# Джаннат Аль-Гези
Джаннат Аль-Гези — иракская правозащитница и заместитель директора Организации свободы женщин в Ираке. Она и её организация помогают людям, оказавшимся втянутыми в гражданскую войну в Ираке, помогают езидам и женщинам других культур бежать от Исламского государства Ирака и Леванта, несмотря на связанный с этим серьёзный риск. Они также помогают иракским женщинам бороться с домашним насилием. Джаннат сама пережила домашнее насилие со стороны своей племенной семьи, которая считала, что она их обесчестила. Джаннат является лауреаткой Международной женской премии за отвагу.
После вручения награды она посетила ряд городов, включая приём в Миннесоте вместе с сестрой Кэрол, другой лауреаткой премии.